# آمیانوس مارسلینوس
امیانوس مارسلینوس (به لاتین: Ammianus Marcellinus) (۳۲۵ یا ۳۳۰ میلادی – ۳۹۰ یا ۳۹۱ میلادی) تاریخنگار رومی بود.
او که یونانی‌تبار بود در هنگام لشکرکشی یولیانوس در ۳۶۳ میلادی برای نبرد با شاپور دوم ساسانی به همراه سپاهیان رومی بود. وی رخ‌دادهای این نبرد و مرگ یولیانوس را در ۲۶ ژوئیهٔ آن سال دیده بود. کتاب او دربارهٔ تاریخ روم از رخدادهای سال ۹۶ میلادی آغاز شده و با آوردن رویدادهای سال ۳۷۸ ترسایی به پایان می‌رسد. نوشته‌های او از سندهای ارزشمند دربارهٔ تاریخ ایران شمرده می‌شود.

## زندگی‌نامه

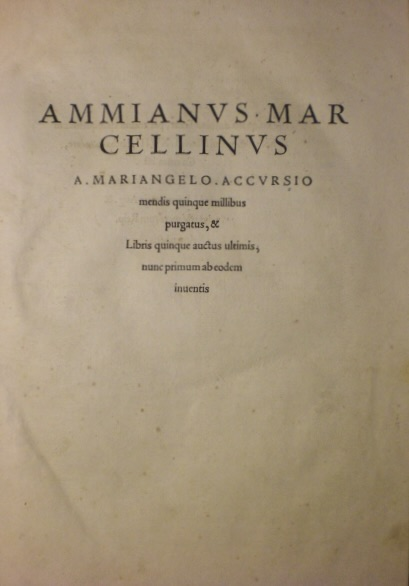
برگی از کتاب امیانوس مارسلینوس مربوط به ۱۵۳۳ میلادی در آوگزبورگ

زادگاه او را انطاکیه پنداشته‌اند. تاریخ مرگش به درستی دانسته نیست ولی بر پایهٔ یادکردهایی که از او تا ۳۹۱ میلادی به جای مانده می‌دانیم که او تا این سال زنده بوده است. او در روزگار کنستانتیوس دوم یک سرباز رومی بود که در سرزمین گل و نواحی مرزی با ایران ساسانی خدمت نموده بود. از بخشی که او در آن خدمت می‌کرده برمی‌آید که او از نجیب‌زادگان بوده است. او در جوانی به ارتش پیوست و به نصیبین در شمال میانرودان فرستاده شد تا زیر نظر اورسیسینوس خدمت کند. در بازگشت به ایتالیا، امپراتور را در لشکرکشی بر  علیه سیلوانوس فرانک همراهی نمود. او دو بار دیگر با اورسینیوس به خاور رفت و سرانجام زمانی که شاپور دوم بر دیاربکر چیره‌ شد، او جان خود را برداشت و گریخت. هنگامی که اورسینیوس جایگاهش را پیش کنستانتینوس از دست داد، آمیانوس نیز موقعیت پیشین را نداشت. با آغاز امپراتوری ژولیان مشهور به ژولیان مرتد (یولیانوس)، او جایگاه پیشین خود را باز به دست آورد. او به همراه امپراتور در لشکرکشی بر ضد المان‌ها و ایرانیان رهسپار شد. پس از مرگ یولیانوس او در عقب‌نشینی ژوویان از انطاکیه نقشی داشت. در ۳۷۱ میلادی او شاهد توطئهٔ تئودوروس بود.
سرانجام او در رم ساکن شد و در زمانی که نزدیک به پنجاه سال داشت دست به نگارش تاریخ روم از رخدادهای سال ۹۶ میلادی به پس زد.
ادوارد گیبون امیانوس را راهنمایی دقیق و امین خوانده است.